# Octinodes maclayi
Octinodes maclayi is een keversoort uit de familie van de kniptorren (Elateridae). De wetenschappelijke naam van de soort werd in 1935 gepubliceerd door Sloop.